# USS Bairoko (CVE-115)
USS Bairoko (CVE-115) là một tàu sân bay hộ tống lớp Commencement Bay được Hải quân Hoa Kỳ chế tạo trong Chiến tranh Thế giới thứ hai. Nó là chiếc tàu chiến duy nhất của Hải quân Mỹ được đặt theo cảng Bairoko, một vịnh nhỏ ở bờ biển phía Bắc đảo New Georgia thuộc quần đảo Salomon, nơi diễn ra Trận Bairoko năm 1943. Chỉ nhập biên chế khi Thế Chiến II đã sắp kết thúc, con tàu đã phục vụ sau đó trong Chiến tranh Triều Tiên và Chiến tranh Lạnh, cho đến khi xuất biên chế năm 1955 và rút đăng bạ năm 1960. Bairoko được tặng thưởng ba Ngôi sao Chiến trận do thành tích phục vụ trong Chiến tranh Triều Tiên.

## Thiết kế và chế tạo
Bairoko, với tên ban đầu là Portage Bay, được đặt lườn tại xưởng tàu của hãng Todd Pacific Shipyards ở Tacoma, Washington Nó được đổi tên thành Bairoko vào ngày 6 tháng 6 năm 1944 trước khi hạ thủy vào ngày 25 tháng 1 năm 1945; được đỡ đầu bởi bà John J. Ballentine, phu nhân Chuẩn đô đốc John J. Ballentine, và nhập biên chế vào ngày 16 tháng 7 năm 1945 dưới quyền chỉ huy của Hạm trưởng, Đại tá Hải quân H. B. Temple.

## Lịch sử hoạt động
Nhập biên chế quá trễ để có thể tham gia tác chiến trong Thế Chiến II, Bairoko tham gia nhiều hoạt động trong thời bình cho đến tháng 12 năm 1949. Nó thực hiện các chuyến viếng thăm, cơ động hạm đội và tập trận, thực hiện hai chuyến đi đến Viễn Đông từ ngày 18 tháng 10 năm 1946 đến ngày 25 tháng 1 năm 1947 và từ ngày 18 tháng 2 đến ngày 30 tháng 5 năm 1947, cùng tham gia cuộc thử nghiệm bom nguyên tử tại Eniwetok. Nó đi đến San Francisco vào ngày 16 tháng 12 năm 1949 để chuẩn bị ngừng hoạt động, và xuất biên chế để đưa về thành phần dự bị vào ngày 14 tháng 4 năm 1950.
Sau khi Chiến tranh Triều Tiên nổ ra vào tháng 6, 1950, Bairoko lập tức được huy động trở lại; nó nhập biên chế vào ngày 12 tháng 9, 1950, và trình diện để phục vụ cùng Hạm đội Thái Bình Dương. Từ tháng 11, 1950 đến tháng 8, 1953, nó đã thực hiện ba lượt hoạt động tại khu vực Viễn Đông: từ ngày 14 tháng 11, 1950 đến ngày 15 tháng 8, 1951; từ ngày 1 tháng 12, 1951 đến ngày 9 tháng 6, 1952; và từ tháng 2 đến tháng 8, 1953, hỗ trợ cho cuộc chiến đấu của lực lượng Liên Hợp Quốc trên bán đảo Triều Tiên. Máy bay của nó đã thực hiện hàng trăm phi vụ tấn công nhắm vào lực lượng Bắc Triều Tiên và Chí nguyện quân Trung Quốc, các căn cứ, phương tiện giao thông tiếp vận và tàu bè đối phương. Chịu đựng một vụ nổ và hỏa hoạn tại vùng biển Nhật Bản vào ngày 9 tháng 5, 1951, con tàu chịu đựng tổn thất năm người thiệt mạng và 13 người khác bị thương.
Qauy trở về vùng bờ Tây vào cuối tháng 8, 1953, Bairoko ở lại đây cho đến tháng 1, 1954, khi nó lên đường tham gia hỗ trợ cho việc thử nghiệm bom khinh khí tại khu vực đảo san hô Bikini. Trong đợt thử nghiệm Castle Bravo vào ngày 1 tháng 3, mười sáu thành viên thủy thủ đoàn đã bị bỏng do phơi nhiễm phóng xạ. Quay trở về San Diego, California sau đó, nó hoạt động huấn luyện trong tháng 5 và tháng 6, trước khi đi đến Xưởng hải quân Long Beach vào tháng 7, 1954 để đại tu chuẩn bị ngừng hoạt động. Con tàu được cho xuất biên chế tại San Francisco vào ngày 18 tháng 2, 1955, và đưa về thành phần dự bị. Tên nó được cho rút khỏi danh sách Đăng bạ Hải quân vào ngày 1 tháng 4, 1960, và nó bị tháo dỡ sau đó.

## Phần thưởng
Bairoko được trao tặng ba Ngôi sao Chiến đấu do thành tích phục vụ trong Chiến tranh Triều Tiên.